# Hommage prussien

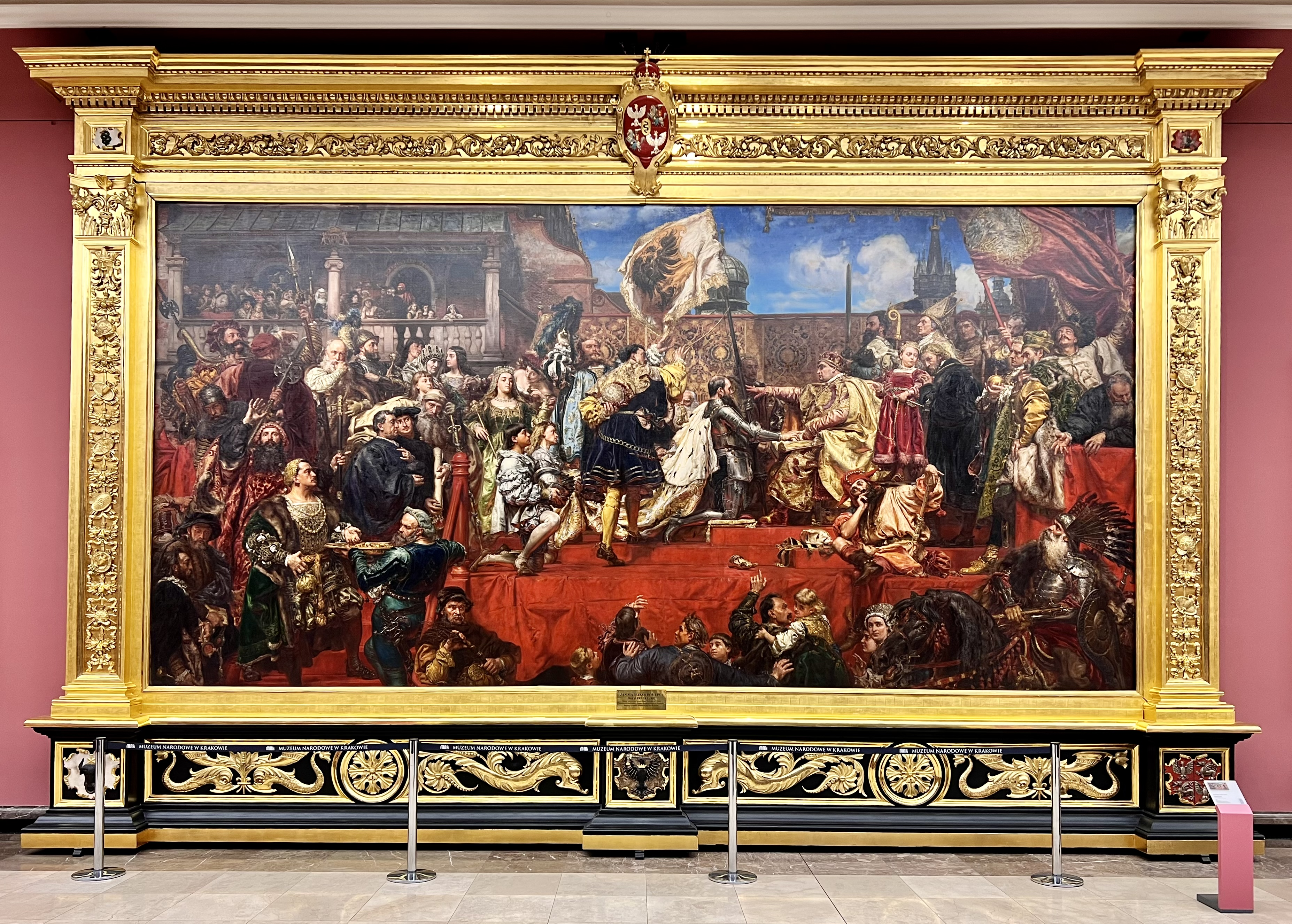
Hommage prussien, huile sur toile de Jan Matejko (1882), musée national de Cracovie. Sigismund Ier le Vieux, roi de Pologne-Lituanie, donne en fief le duché de Prusse à Albert de Brandebourg-Ansbach (1525).

Blason de la Prusse sous suzeraineté polonaise, incarnée par le « S » de Sigismond Ier de Pologne.

L'hommage prussien est l'acte formel par lequel le grand maître de l'ordre Teutonique Albert de Brandebourg, de la maison de Hohenzollern, devint duc de Prusse, par reconnaissance, le 10 avril 1525, de son rapport de vassalité auprès de son oncle Sigismond Ier le Vieux, roi de Pologne.